# Kwajalein

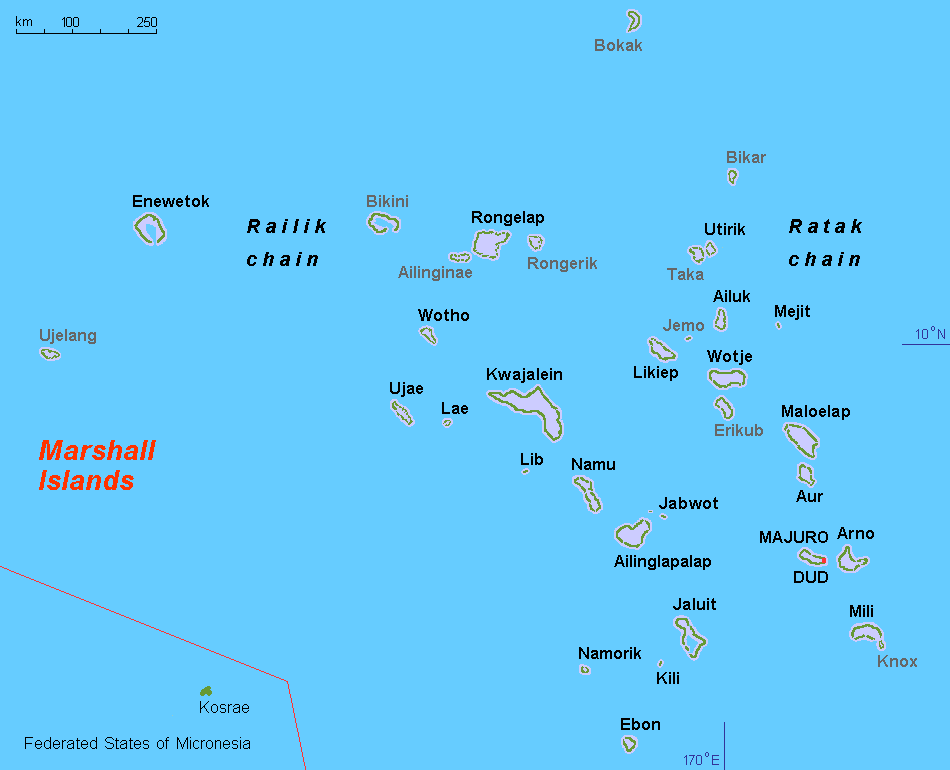
Marshallöarna, Kwajalein i mitten

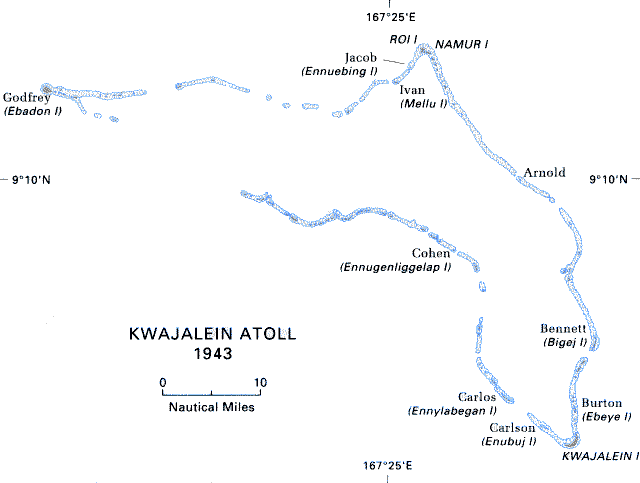
karta över atollen

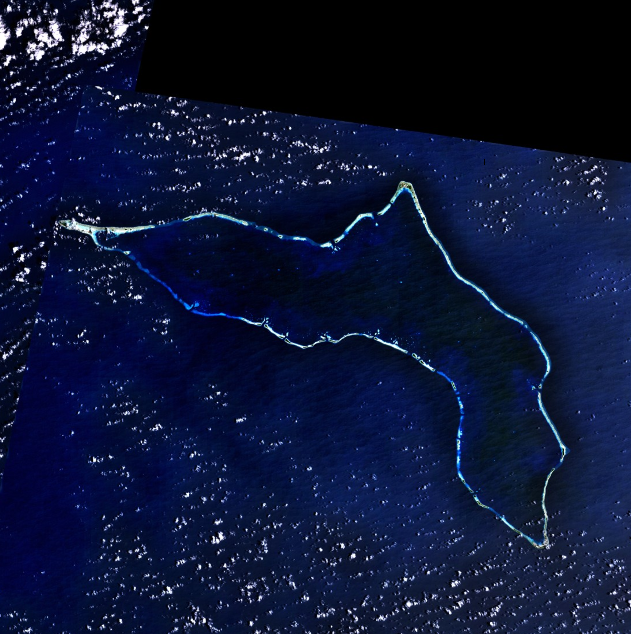
Kwajaleinatollen

Kwajaleinatollen (marshalliska Kuwajleen) är en atoll bland Raliköarna i norra Stilla havet och tillhör Marshallöarna. Den är världens största eller tredje största atoll, beroende på definition.

## Geografi
Kwajalein ligger cirka 400 km nordväst om huvudön Majuro.
Atollen är en korallatoll och har en total areal om cirka 145,6 km² med en landmassa på 16,39 km² och en lagun på 2 173,78 km². Lagunen är cirka 130 km och cirka 32 km bred. Atollen är den största bland Marshallöarna och består av 93 öar och den högsta höjden är på endast 10 m ö.h. Atollen räknas som den tredje största i världen, och den inre lagunen med en areal om cirka 839,3 km² räknas som den största i världen.
De större öarna är: 
- Kwajalein Island, huvudön, i den östra delen
- Bigej Island
- Ebadon Island
- Ebeye Island
- Ennuebing Island
- Ennylabagen Island
- Enubuj Island
- Mellu Island
- Namur Island
- Roi Island

Befolkningen uppgår till cirka 10 000 invånare där de flesta är amerikansk militärpersonal som bor på huvudön. Förvaltningsmässigt utgör atollen en egen "municipality" (kommun). Huvudön har en liten flygplats Kwajalein Airport (flygplatskod "KWA") med kapacitet för lokalt flyg.

## Historia
Raliköarna har troligen bebotts av mikronesier sedan cirka 1000 f.Kr. och Kwajalein har varit en kulturellt betydande ögrupp inom Raliköarna. Några öar upptäcktes redan 1526 av spanske kaptenen Alonso de Salazar.
Kwajalein upptäcktes den 7 januari 1565 av spanske kapten Alonso de Arellano. Öarna hamnade senare under spansk överhöghet.
Neuguinea-Compagnie, ett tyskt handelsbolag, etablerades sig på Raliköarna kring 1859 och den 22 oktober 1885 köpte Kejsardömet Tyskland hela Marshallöarna av Spanien. Bolaget förvaltade öarna fram till den 13 september 1886 då området först blev ett tyskt protektorat och 1906 blev del i Tyska Nya Guinea. Även japaner besökte öarna 1885.
Under första världskriget ockuperades området i oktober 1914 av Japan som i december 1920 även erhöll ett förvaltningsmandat - det Japanska Stillahavsmandatet - över området av Nationernas förbund efter Versaillesfreden 1919.
Under andra världskriget användes ögruppen som militärbas av Japan tills USA erövrade området våren 1944. Därefter hamnade ögruppen under amerikansk överhöghet. 1947 utsågs Marshallöarna tillsammans med hela Karolinerna till "Trust Territory of the Pacific Islands" av Förenta nationerna och förvaltades av USA fram till landets autonomi 1979.
Under de amerikanska kärnvapenproven under 1940- och 1950-talet på Bikiniatollen och Enewetak evakuerades lokalbefolkningen till Kwajalein.
1954 drabbades Rongelap och Rongrik av radioaktivt nedfall efter en provsprängning på Bikini och befolkningen evakuerades till Ebeye.
Atollen arrenderas av USA sedan 1950-talet och används till utveckling av ballistiska missiler på RTS Ronald Reagan Ballistic Missile Defense Test Site, tidigare benämnt "Kwajalein Missile Range".